# Fumiko Okada
Fumiko Okada (jap. 岡田 史子, Okada Fumiko; * 23. Juli 1949 in Shizunai (heute: Shinhidaka), Hokkaidō, Japan als Fumiko Takada (高田 富美子); † 3. April 2005) war eine japanische Manga-Zeichnerin.
Ihren ersten Comic veröffentlichte sie 1967 als Oberschülerin mit Taiyō to Gaikotsu no yō na Shōnen (太陽と骸骨のような少年) im COM, einem alternativen Manga-Magazin unter Herausgabe Osamu Tezukas. 1968 gewann sie mit der Kurzgeschichte Garasu-dama (ガラス玉) den Nachwuchspreis desselben Magazins. Bis 1970 schuf sie mehrere weitere kurze Comics für COM und dessen Schwestermagazin Funny (ファニー, Fanī). Danach zog sie sich zurück, um kurzzeitig an Animes mitzuarbeiten.
Als der Verlag Asahi Sonorama 1976 und 1978 zwei Sammelbände ihrer Kurzgeschichten für COM herausbrachte – Garasu-dama und Hon no sukoshi no mizu (ほんのすこしの水) –, stieg das Interesse für die Zeichnerin. 1978 brachte sie mit Dance Party (ダンス・パーティ, Dansu Pāti) in einer Sonderausgabe des Magazins Shōjo Comic wieder einen Comic heraus. Bis 1979 folgten weitere für das Magazin Manga Shōnen und Asahi Sonorama veröffentlichte den dritten Sammelband Dance Party.
Die nächste und letzte Veröffentlichung sollte erst 1990 mit Erimu (エリム) erfolgen. In den 1990er und 2000er Jahren erschienen mehrere Neuauflagen ihrer Werke. 2005 starb Okada an Herzversagen.